# Bawu

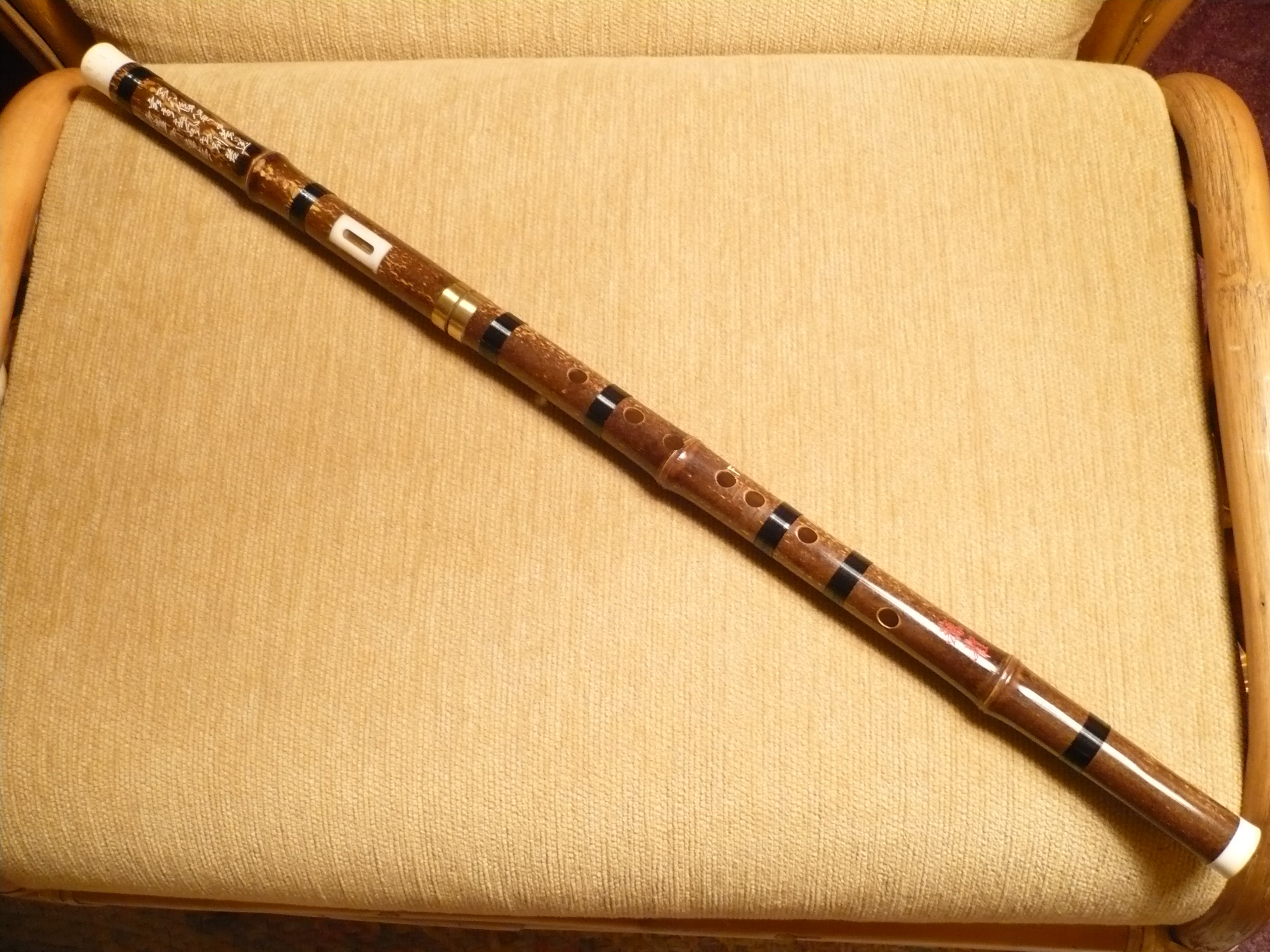
Bawu stämd i f.

Bawu (kinesiska: 巴乌; pinyin: bāwū) är en kinesisk tvärflöjt gjord av bambu vars ton frambringas av en vanligen enkel fritunga som traditionellt gjordes av bambu men nu som regel av metall. Ursprungligen spelad av olika folkslag i den sydvästra provinsen Yunnan har bawu, liksom sin släkting hulusi, inte minst tack vare sin enkelhet, kommit att bli ett vanligt blåsinstrument i Kina både bland amatörer och i mer professionella sammanhang. Tonen påminner närmast om en klarinetts.